# Оно-Сан-Пьетро
Оно-Сан-Пьетро (итал. Ono San Pietro) — коммуна в Италии, в провинции Брешиа области Ломбардия.
Население составляет 985 человек (2008 г.), плотность населения составляет 73 чел./км². Занимает площадь 13 км². Почтовый индекс — 25050. Телефонный код — 0364.
Покровителями коммуны почитаются святые апостолы Пётр и Павел, а также святой Александр, празднование в последнее воскресение сентября.

## Демография
Динамика населения:

## Администрация коммуны
- Официальный сайт: http://www.comune.ono-san-pietro.bs.it/ Архивная копия от 5 декабря 2008 на Wayback Machine